# Dir (DOS)
dir（ディーアイアール、DIRectory）は、MS-DOSのCOMMAND.COM（およびその後継の、Microsoft Windowsにおけるコマンドラインシェル）の内部コマンドで、ディレクトリに含まれるもの（ファイルやサブディレクトリなど）の一覧を出力する。

## 概要
デフォルトではカレントディレクトリ、あるいは引数で指定されたディレクトリに含まれるファイルおよび(サブ)ディレクトリを、一覧形式で表示する。表示する項目はオプションで指定する事ができ、名前順・サイズ順・日付順等のソートなどの機能もある。

## 使用例
Windowsにおける例を示す。
```
C:\Users\Administrator\Documents>
dir

 ドライブ C のボリューム ラベルは ボリューム です

 ボリューム シリアル番号は XXXX-XXXX です

 C:\Users\Administrator\Documents のディレクトリ

2016/11/03  21:53    <DIR>
          .

2016/11/03  21:53    <DIR>
          ..

2016/11/03  21:18    <DIR>
          C#

2016/11/03  21:18    <DIR>
          Java

2016/11/03  10:47    <DIR>
          SQL

2016/11/03  21:17            15,872 Wikipedia.txt

2016/11/03  21:21            74,136 家計簿.xlsx

               2 個のファイル              90,008 バイト

               5 個のディレクトリ  20,296,359,936 バイトの空き領域

```